# Morena Clara (telenovela)
Morena Clara es una telenovela venezolana producida en 1994 por Venevisión. Fue protagonizada por Astrid Carolina Herrera y Luis José Santander, con las participaciones antagónicas de  Alejandro Martínez, Luly Bossa, Henry Galué y Gabriela Spanic, cuenta con las actuaciones estelares de Julio Alcázar, Yajaira Orta, Carolina Cristancho, Cristina Reyes, Carolina López, Simón Pestana y Miguel Alcántara.

## Sinopsis
Clara Rosa Guzmán es el resultado de una pasión entre Emiliano Andara, un rico agricultor y ganadero, que vive en la pequeña ciudad de Santa Bárbara del Zulia, y una supuesta campesina llamada Rosalinda Guzmán. Sin embargo, esto en realidad es falso la campesina Victoria Vanoni, fue una mujer estafadora que trato de robar a Emiliano. Victoria tiene una doble vida y un misterioso pasado, y después del nacimiento de su hija, la abandona y es dada por muerta después de su desaparición la gente del pueblo donde dio a luz cree que  se ahogo en las aguas turbulentas de un río. Emiliano, el padre de la niña, Clara Rosa nunca la  aceptó como su hija y se negandose a verla, ya que la considera el resultado de una relación con una mujer sin moral y tiene serias dudas si realmente es el padre de la muchacha
Pasan los años y Clara Rosa creció y se convirtió en una mujer hermosa, inteligente y con muchas ilusiones propias de una joven. Su tía Vicenta, la hermana de su madre, fue quien la crio. Vicenta es una viuda, una mujer fría, amargada y triste. Vive en la pobreza extrema con su sobrina Clara Rosa y sus dos hijos en un barrio peligroso de  Caracas. la situación financiera de la familia es muy lamentable y, Clara Rosa tiene que ayudar en la casa, para no morirse de hambre, ganandose la vida como vendedora ambulante, que puede estar llena de sueños de una vida mejor. Es muy amable y honesta, ya que ayuda a su tía y sus primos.Clara Rosa siempre se ha sentido  triste por la supuesta muerte de su madre y el constante maltrato de su tia, que no desaprocha la oportunidad de tratarla de arrimada y desvergonzada.
Mientras tanto, Emiliano, su padre se convirtió en una figura importante en el escenario político del país. Su primera esposa, Montserrat se casó con su oponente político, Lisandro Prado, que es un hombre sin escrúpulos y un enemigo de Emiliano años. Lisandro rompió Montserrat aún el odio de Emiliano para él nunca ha cesado.
Emiliano se casó con Eugenia, una mujer bondadosa que ha cuidado de los hijos del difunto hermano  de Emiliano  e incluso de su marido .Estos niños fueron criados como si fueran sus propios hijos, y gracias a ella se hicieron dos hombres de carácter y éxito: el  joven galan  llamado Valentín y Francisco.
Lisandro  está casado con Monserrat , una mujer un poco frivola con quien tiene 3 hijos. Linda, Reyna, y Victor. Y Jennifer que es hija de su matrimonio con Emiliano, Razón por la cual, siempre ha tenido roces con Lisandro siendo su madre incapaz de defender a sus hijos  ya que ella siempre esta de  lado de Lisandro por lo que nunca ha sentido el apoyo de ella, por lo cual ella decide irse a casa de su padre con su pequeña hija.
Valentín se convirtió en un abogado y político inteligente, con un gran futuro por delante. Conoce a Linda Prado, que es la hija de Lisandro, y que es el peor enemigo de su tío, Aún sabiendo quien es Linda Prado  Valentín se relaciona con ella, sin darse cuenta de que esta chica es cruel y sólo quieren satisfacer sus intereses personales. Al relacionase con  esta rica y hermosa mujer, un terrible infierno comienza en su vida ya que ella sólo piensa en sacar dinero para enriquecerse.  acaban de concebir un hijo, y  este embarazo inesperado para Valentín le obliga a casarse con Linda
Un levantamiento político violento en la ciudad es el escenario de intenso encuentro inesperado Clara Rosa y Valentín. A partir de ese momento, sus vidas no volverán a ser lo mismo, un amor puro que nace del encuentro casual que da lugar a una serie de hechos preocupantes que afectan profundamente a ambos. Él pasa a amar Clara Rosa y le da el apodo de Morena Clara, porque es sensual y tiene un hermoso color de piel, el estilo de la India. Clara Rosa y Valentín viven un amor como nunca lo han sentido, él piensa casarse con su "Morena Clara" y divorciarse de Linda Prado. Y para Morena Clara. a su vez, es su primer amor, el hombre de su vida y está dispuesto a hacer cualquier cosa para vivir esta pasión. Ellos todavía no saben que son primos.
El tiempo pasa y Valentín se comunican a todos los de su decisión, lo que enfurece a  Linda, y le  jura una  venganza cruel. Para ayudar a su hija  Lisandro Prado y Linda elaborarán un plan terrible y la intención de destruir el amor de los dos, junto con Francisco, que se enamora de Rosa Clara, hará cualquier cosa para destruir la vida de la pareja. Todo empeora cuando Lisandro descubre que ella es la hija de Emiliano y la desgracia se convierte en la principal razón para destruirlo.
A pesar de todo este sufrimiento y de descubrir que son primos, nada puede separar el gran amor que existe entre los dos. Lo que sienten es más fuerte que toda malicia y envidia. Juntos se enfrentarán a obstáculos y destruir las barreras con el fin de vivir esta pasión.
Morena Clara es una historia real donde la política, la corrupción, el dinero sucio y la influencia son los principales contextos.

## Elenco
- Astrid Carolina Herrera .... Clara Rosa Guzmán / Clara Rosa Andara Guzmán
- Luis José Santander .... Valentín Andara Estava
- Alejandro Martínez.... Juan José Valdez "El Andino"
- Carolina Cristancho .... Jennifer Andara
- Julio Alcázar .... Emiliano Andara
- Luly Bossa .... Magdalena Vallán
- Miguel Alcántara .... Dr. Juan Carlos Vanoni
- Henry Galué .... Lisandro Prado

PRIMERA ACTRIZ INVITADA
- Yajaira Orta .... Montserrat de Prado

GALAN INVITADO
- Simón Pestana ... Armando Morán

ACTRIZ INVITADA
- Carolina López .... María Luisa Vanoni

CON
- Cristina Reyes .... Victoria Vanoni / Rosalinda Guzmán
- Nancy González .... Eugenia de Andara
- Marisela Buitrago .... Laura

PRIMERAS ACTRICES
- Hilda Blanco .... Dolores
- Mirtha Borges .... Majuana
- María de Lourdes Devonish .... Esperanza Valdez
- Chumico Romero .... Miguelina
- Elisa Escámez .... Vicenta Guzmán
- María Antonieta Gómez .... Bayita
- Lucy Mendoza.... Amparo Vallán

EL DEBUT DE
- Gabriela Spanic .... Linda Prado

PRIMEROS ACTORES
- Julio Capote .... Chucho Andara
- Orlando Casín .... Ludovico Prado
- Manuel Pachón ....Padre Brito
- Regino Jiménez .... Solórzano
- Manolo Manolo .... Dr. Javier
- Gonzalo Velutini .... Ángel Andara Estava

ACTUACIONES ESPECIALES
- Estrella Castellanos .... Ramona
- Hans Christopher.... Cristhian Carmona
- Eduardo Luna.... Luis Alfonso
- Rita De Gois .... Bárbara
- Juan Carlos Baena ... Francisco Andara
- Dulce María Pilonieta ... Marisa Andara
- Luis Pérez Pons .... Palmarito
- Ana Massimo .... Ninoska
- Jenny Valdés .... Manolita
- Yuri Rodríguez .... Thomas
- Israel Maranatha .... Gabino

Y CON ELLOS
- Niurka Acevedo .... Katerina
- Rossana Termini .... Reyna Prado
- Omar Bosque.... Víctor Prado
- Ulises Castillo
- Daniel Escámez
- Norma Scaglioni
- Isabel Hungría .... Catalina
- José Rivas
- Adelina Morales
- Isabel Vegas
- Adina Zapacosta
- Blanca Yépez
- Yoselin Da Silva
- Julio Ávila
- Leon Benschimol
- Giovanni Durán.... Durán
- Willy Hausman
- Humberto Morao
- José Guerrero
- Isabel Cristina Herrera
- Pedro Atilano
- María Alexandra Balda
- Carlos Alberto Guirados
- Carlos D'Arco
- Luisa Castro
- Virginia García
- Marcelo Rodríguez
- Omar Moynelo.... Rogelio
- Juan Pablo Shuk Andrés (participación)

## Trivia
- En Brasil, fue emitida con el título de Caminhos do Amor (en español: Caminos del amor) por la cadena Band de noviembre de 1998 hasta junio de 1999, a las 15h00min.
- En Portugal, esta telenovela fue en la estación de televisión TVI en 1994.
- En Chile fue emitida por Chilevision en ese entonces, estación hermana de Venevisión, el año 1994
- En Colombia se transmite de lunes a viernes a las 10 p. m. por Canal A Producciones JES en capítulos de 30 minutos entre 1994 y febrero de 1995. Posteriormente, Astrid Carolina Herrera protagonizaría El Manantial, telenovela colombiana que reemplazó a Morena Clara en el espacio de la telenovela de las diez.
- En México se transmitió por TV Azteca a través del canal TV-13 en el año 1997.

## Lanzamiento internacional
- Filipinas ABC 5: (esto es la primera telenovela en 1996 apodada en Tagalo además de Agujetas de color de rosa de GMA 7 y María Mercedes de ABS-CBN 2).